# Ferdinand von Alvensleben

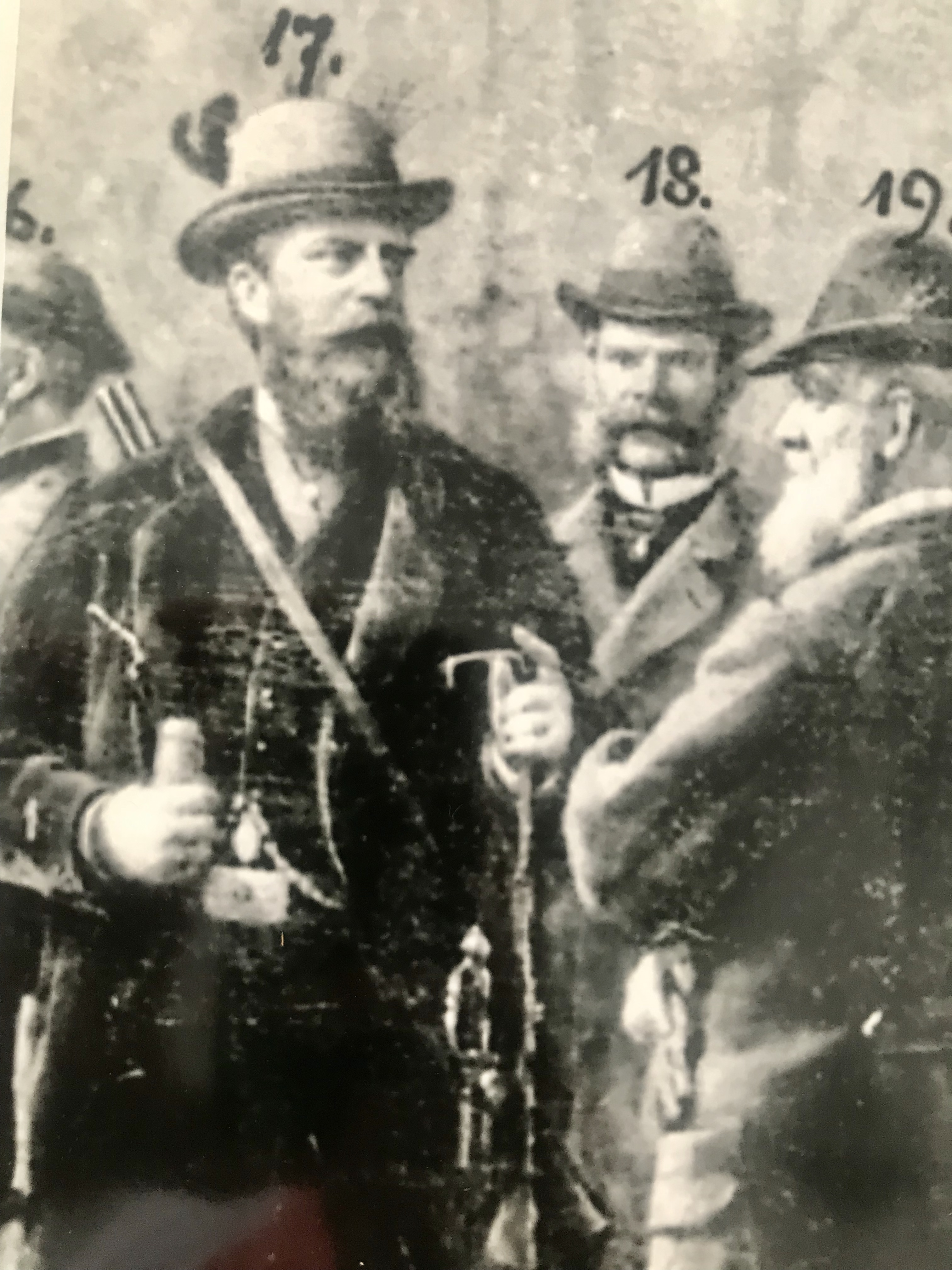
Ferdinand Graf von Alvensleben (19) und der preußische Kronprinz Friedrich von Preußen (17) – Mitte: Oberstallmeister Fedor von Rauch (18); Legende zu Conrad Freyberg, Hofjagd in Letzlingen, Ölgemälde, 1881

Ferdinand Graf von Alvensleben (* 23. Januar 1803 in Gardelegen (Isenschnibbe); † 11. Juli 1889 in Erxleben) war Gutsbesitzer und Mitglied des preußischen Herrenhauses.

## Leben
Ferdinand  von Alvensleben entstammte der niederdeutschen Adelsfamilie von Alvensleben. Geboren als jüngerer Sohn von Valentin Joachim von Alvensleben (1752–1827) und Dorothea Schenk von Flechtingen (1769–1850) besuchte er die Schule im Kloster Unser Lieben Frauen in Magdeburg, dann die Forst- und Jagdakademie in Dreißigacker bei Meiningen. 1822 trat er als Freiwilliger in das spätere Garde-Schützen-Bataillon ein, wurde 1823 Offizier im Garde-Kürassier-Regiment und übernahm 1827 nach dem Tode seines Vaters die Bewirtschaftung seiner Güter Erxleben I und Eimersleben, die ihm in der Erbteilung durch Los zugefallen waren.
Durch Kabinettsorder vom 15. Oktober 1840 erhielt er den Grafentitel, der an den ungeteilten Besitz der Güter Erxleben I und Eimersleben geknüpft war. Auf Präsentation des alten und befestigten Grundbesitzes der Altmark wurde er am 16. Dezember 1854 auf Lebenszeit in das preußische Herrenhaus berufen. 1879 wurde er zum Wirklichen Geheimen Rat mit dem Prädikat „Exzellenz“ ernannt. Er war Ehrenritter des Johanniterordens.
Aus seiner Ehe mit Pauline von der Schulenburg (1810–1882) aus Priemern gingen neun Kinder hervor, darunter der Landrat Friedrich Joachim von Alvensleben (1833–1912), der Botschafter Friedrich Johann Graf von Alvensleben (1836–1913) und die Äbtissin des Klosters Stift zum Heiligengrabe Margarethe von Alvensleben (1840–1899).